# Issans
Issans és un municipi francès situat al departament del Doubs i a la regió de Borgonya - Franc Comtat. L'any 2007 tenia 250 habitants.

## Demografia

### Població
El 2007 la població de fet d'Issans era de 250 persones. Hi havia 100 famílies de les quals 20 eren unipersonals (20 dones vivint soles i 20 dones vivint soles), 36 parelles sense fills i 44 parelles amb fills.
La població ha evolucionat segons el següent gràfic:
Habitants censats

### Habitatges
El 2007 hi havia 104 habitatges, 101 eren l'habitatge principal de la família, 1 era una segona residència i 2 estaven desocupats. 103 eren cases i 1 era un apartament. Dels 101 habitatges principals, 96 estaven ocupats pels seus propietaris i 5 estaven llogats i ocupats pels llogaters; 3 tenien tres cambres, 13 en tenien quatre i 85 en tenien cinc o més. 85 habitatges disposaven pel capbaix d'una plaça de pàrquing. A 31 habitatges hi havia un automòbil i a 65 n'hi havia dos o més.

### Piràmide de població
La piràmide de població per edats i sexe el 2009 era:
| Homes | Edats   | Dones |
| ----- | ------- | ----- |
| 0     | 95 o +  | 0     |
| 0     | 90 a 94 | 0     |
| 0     | 85 a 89 | 0     |
| 4     | 80 a 84 | 4     |
| 0     | 75 a 79 | 4     |
| 0     | 70 a 74 | 0     |
| 12    | 65 a 69 | 0     |
| 8     | 60 a 64 | 12    |
| 4     | 55 a 59 | 8     |
| 16    | 50 a 54 | 8     |
| 16    | 45 a 49 | 24    |
| 4     | 40 a 44 | 12    |
| 20    | 35 a 39 | 12    |
| 4     | 30 a 34 | 4     |
| 4     | 25 a 29 | 4     |
| 0     | 20 a 24 | 8     |
| 4     | 15 a 19 | 4     |
| 16    | 10 a 14 | 12    |
| 16    | 5 a 9   | 8     |
| 4     | 0 a 4   | 0     |

## Economia
El 2007 la població en edat de treballar era de 167 persones, 115 eren actives i 52 eren inactives. De les 115 persones actives 109 estaven ocupades (60 homes i 49 dones) i 6 estaven aturades (6 dones i 6 dones). De les 52 persones inactives 17 estaven jubilades, 22 estaven estudiant i 13 estaven classificades com a «altres inactius».

### Ingressos
El 2009 a Issans hi havia 107 unitats fiscals que integraven 288 persones, la mediana anual d'ingressos fiscals per persona era de 21.298 €.

### Activitats econòmiques
Dels 7 establiments que hi havia el 2007, 1 era d'una empresa de construcció, 1 d'una empresa de comerç i reparació d'automòbils, 1 d'una empresa d'hostatgeria i restauració, 1 d'una empresa financera, 1 d'una empresa immobiliària i 2 d'entitats de l'administració pública.
Dels 2 establiments de servei als particulars que hi havia el 2009, 1 era una empresa de construcció i 1 restaurant.
L'any 2000 a Issans hi havia 4 explotacions agrícoles.

## Equipaments sanitaris i escolars
El 2009 hi havia una escola elemental integrada dins d'un grup escolar amb les comunes properes formant una escola dispersa.

## Poblacions més properes
El següent diagrama mostra les poblacions més properes.